# Relaciones Maldivas-Venezuela
Las relaciones Maldivas-Venezuela se refieren a las relaciones internacionales que existen entre las Maldivas y Venezuela.

## Historia
El 6 de abril de 2018, durante la XVIII Conferencia Ministerial de Mitad de Período del Movimiento de Países No Alineados (MNOAL), el canciller de Venezuela, Jorge Arreaza, sostuvo una reunión con el canciller de Maldivas, Ahmed Sareer.

## Misiones diplomáticas
- Venezuela cuenta con una embajada concurrente en Nueva Delhi, India.[2]